# Солнце (шмак)
«Солнце» — шмак Каспийской флотилии Российской империи, первоначально строившийся для комплектации Балтийского флота.

## Описание судна
Парусный шмак с деревянным корпусом один из 39 однотипных судов строившихся для нужд Балтийского флота на Услонской верфи. Названия многих из этих судов не сохранились, как и сведения о строивших их корабельных мастерах. 
В среднем российские шмаки строились около 31 метра в длину, около 7 метров в ширину и глубину интрюма в районе 2,7 метра. Длина шмаков, строившихся в 1702—1703 годах в Услони, по килю составляла от 28,2 до 28,5 метра, ширина между боковыми досками по днищу составляла 6,6 метра, высота форштевня — от 6,4 до 6,6 метра, высота ахтерштевня — 5,2 метра.
Экипажи таких судов составляли обычно 33 человека, включавшие капитана, поручика, лекаря, боцмана, констапеля, боцманмата, двух пушкарей, пяти иностранных матросов и двадцати русских матросов. Также на их борту могли размещаться до 60 солдат пехоты с «начальными людьми». Рацион одного матроса на месяц состоял из 45 фунтов сухарей, 6 фунтов сливочного масла, 1 четверти овсяной крупы, полчетверти толокна, 15 фунтов солёной рыбы, 15 фунтов солёного и сушёного мяса, 8 фунтов ветчины, 3 фунта соли, полведра вина, четверть ведра сбитня, четверть ведра уксуса, 10 вёдер «пол-пива» и 5 вёдер «доброго пива».
Был единственным парусным судном в составе Российского флота, носивших такое наименование.

## История службы
Шмак «Солнце» был заложен вместе с 38 однотипными судами на стапеле Услонской верфи в 1702 году. 28 апреля (9 мая) 1702 года голландский путешественник К. де Бруин, проплывавший по Волге мимо верфи в Услони и посетивший Казань, сделал записи о том, что стапелях Услонской верфи строится 40 шмаков. Во время путешествия ему также рассказали о том, что в этом месте должны построить 380 судов, часть из которых предназначались для использования в Астрахани на Каспийском море, а часть для использования в других регионах. Шмак был спущен на воду в 1703 году.
В январе 1706 года, в связи с известиями о начавшихся волнениях на Дону, Пётр I приказал отправить 5 шмаков из Казани в Царицын, для преграждения пути в Среднее Поволжье отрядам атамана Кондратия Булавина. Для выбора подходящих судов в Казань был направлен представитель Адмиралтейского приказа комендер Питер Бергман с 20 офицерами и матросами. Однако 24 мая (4 июня) 1706 года было решено отправить подготовленные корабли вверх по Волге и дальше на Балтику для усиления Балтийского флота. Отряд должен был до конца навигации достичь Ярославля, а по возможности и выше по реке. В конечном счёте суда должны были добраться до Санкт-Петербурга, оставшиеся в Казани шмаки по мере готовности также планировалось направить по тому же маршруту. 
30 июня (11 июля) 1706 года отряд из 5 шмаков и яхты «Святого апостола Петра» под общим командованием капитана галерного флота Юрия Патиони отбыл из Казани.
3 (14) сентября отряд достиг Чебоксар, 18 (29) сентября — Козьмодемьянска, 23 сентября (4 октября) — Васильсурска. На всем маршруте его командование столкнулось с большим количеством проблем, в том числе ведомственная неразбериха, волокита и периодическое игнорирование чиновниками разного уровня распоряжений, связанных с проводной судов. Для проводки одного корабля по установленным нормативам требовалось около 120 человек. В пределах административных полномочий казанских должностных лиц проблем с выделением рабочей силы по большей части не случалось, однако в уездах, расположенных вверх по Волге, необходимых людей выделяли не охотно. Так в Васильсурске казанских рабочих должны должны были заменить нижегородские команды, однако воевода Михаил Павлов не прислал людей на смену, в связи с чем корабли отряда были поставлены здесь на зимовку. Охрана судов осуществлялась местными служилыми людьми, выделенными тем же воеводой по особому распоряжению царя.
В кампанию 1707 года с началом навигации весной необходимые для проводки рабочие были выделены и 8 (19) мая флотилия под командованием нового комендера Питера Дорнкваста вышла из Васильсурска вверх по Волге. 18 (29) мая отряд достиг Нижнего Новгорода, а 22 мая (2 июня) – Балахны, где команды рабочих были заменены на новые, также из расчёта 120 человек и 2-х лоцманов на одно судно. 2 (13) июня флотилия прибыла в Юрьев-Повольский, где команды рабочих вновь были замены, а 8 (19) июня — в Кинешмe, где также заменили людей, однако вместо расчетных 120, здесь было выделено только по 100. 17 (28) июня суда прибыли к Костроме, где отряд сделал вынужденную остановку из-за мелководья, необходимости ремонта кораблей и ожидания новых работников, которых здесь выделили уже но 80 человек на судно. 3 (14) августа флотилия вышла из Костромы и к 1 (12) сентября прибыла в Ярославль, где из-за очередного ожидания замены людей, задержалась до 30 сентября (11 октября). На этих переходах большую часть рабочие тянули корабли волоком против течения.
30 сентября (11 октября) командир флотилии получил людей на проводку трёх кораблей, которые были проведены в Романов, после чего команды вернулись в Ярославль за оставшимися кораблями. Последние корабли из флотилии удалось доставить в Романов 3 (14) октября, где также были получены новые команды по 80 человек и 2 лоцмана на судно. Однако 7 (18) октября по Волге пошел лед, затруднявший движение судов, и достигнув 15 (26) октября Рыбной Слободы, командир флотилии был вынужден поставить их на зимовку в реке Суре.
14 (25) апреля 1708 года с началом новой навигации флотилия под командованием того же капитана покинула место зимовки. В связи с практически полным отсутствием рабочих рук, корабли перемещались по очереди, т.е. при достижении одним из судов намеченного населенного пункта, работники возвращались к исходной точке за следующим. Таким образом флотилия 28 апреля (9 мая) достигла Мологи. На этот момент в распоряжении командира отряда находились 154 рабочих людей из Рыбинска и 139 работников из Ярославля, которые в этом городе были заменены работниками, присланными из Углича, куда отряд пришёл к 4 (15) мая. Далее корабли пошли к Калязинскому монастырю, где 6 (17) мая вновь были заменены рабочие люди по распорядку: 120 человек и 2 лоцмана на судно. 16 (27) мая корабли прибыли в Тверь, где взамен работников из монастыря были выделены новые 675 человек и 12 лоцманов. Таким образом, по расчёту командира флотилии Питера Доркваста, расстояние в 980 верст от Казани до Твери корабли проделали за 105 дней без учёта стоянок.
В районе Твери флотилия должна была уйти с Волги на её ее левый приток Тверцу. Русло Тверцы изобиловало порогами, в связи с чем её преодоление требовало опытных лоцманов и достаточного уровня воды, которого в период длительного отсутствия дождей добивались путем сооружения временных плотин или запруд. И из-за маловодности реки 20 (31) мая 1708 года корабли вынужденно встали на прикол, о чём командир флотилии оповестил Адмиралтейский приказ. С 7 (18) июля неоднократно предпринимались попытки повышения уровня воды в реке, для чего сооружались запруды из парусины и камней, однако каменистого грунт дна не позволял забить сваи, и все попытки провалились. В августе начались сильные дожди и уровень воды в Тверце всё же повысился. От флотилии отделили яхту Святого апостола Петра, которой удалось пройти по недостроенному Тверецкому каналу и к середине мая следующего 1709 года дойти до Великого Новгорода, а затем и до Санкт-Петербурга. 
В сентября силами отряда была за 3 недели сооружена еще одна плотина, которая 29 сентября (10 октября) позволила провести шмаки через пороги. Однако после их преодоления понадобилось соорудить еще одну плотину. К 17 (28) октября Тверца замерзла, а плотину еще не удалось завершить, и флотилии пришлось зимовать на этой реке. Экипажи и работные люди были размещены на зимних квартирах на одном из островов.
4 (15) апреля 1709 года вскрылся лёд на Тверце и на следующий день 5 (16) апреля флотилия выдвинулась с места зимовки, имея на каждый корабль по 100 человек. 8 (19) апреля в таком составе флотилия прибыла в Торжок, где по приказу князя М. П. Гагарина было выделено по 200 человек на каждое судно. И с пополнением флотилии 22 апреля (3 мая) она достигла Вышнего Волочка, где вновь столкнулась с нехваткой людей, однако суда двинулись далее. 27 апреля (8 мая) на корабли прибыло пополнение из 200 драгун. К этому времени Тверецкий канал был уже завершен и до конца апреля все суда отряда его преодолели, 11 (22) мая 1709 года М. П. Гагарин рапортовал об этом Петру I.
Далее флотилия прошла короткий отрезок по реке Цна и вошла в реку Мста, где 12 (23) мая в районе деревни Ровная ей вновь пришлось остановиться из-за низкого уровня воды. М. П. Гагарин рапортовал царю о 5 кораблях, бросивших якорь выше Боровичских порогов, а также ещё о 7 кораблях, стоявших сразу за Тверецким каналом. Дальнейшее продвижение флотилии в навигацию этого года из-за сохранявшегося низкого уровня воды практически остановилось и в октябре обе флотилии встали на зимовку.
С началом навигации следующего 1710 года корабли флотилии начали готовить к отплытию еще до вскрытия льда на реке. 1 (12) апреля на последний корабль отряда были установлены мачты, 3 (14) апреля и 4 (15) апреля на шмаки были погружены судовые принадлежности и рангоут, с 15 (26) апреля по 21 апреля (2 мая) проводилась подготовка судов к плаванию. C 26 апреля (7 мая) по 28 апреля (9 мая) корабли отряда подошли к порогу Кривой Голов, 29 апреля (10 мая) через пороги были переведены 3 первых шмака, 30 апреля (11 мая) — оставшиеся 2 шмака. 1 (12) мая командиром отряда были направлены офицеры для помощи при проводке судов в шедший следом отряд Питера Фанреса. 2 (13) мая флотилия подошла к Увери, на следующий день были выполнены промеры глубин, которые показали, что они недостаточны для проводки судов. 4 (15) мая прибыли еще 7 кораблей отряда Питера Фанреса, а 8 (19) мая объединенная флотилия зашла в заводь на Увери.
В июне того же года в заводи проводилось кренгование и ремонт судов отряда, с использованием припасов взятых ещё в Казани и полученных во время перехода. Также были запрошены дополнительные ресурсы для ремонта в Адмиралтейском приказе. 19 (30) июля 1710 года Питер Дорнкваст рапортовал Ф. М. Апраксину, что проводка кораблей через пороги, без их предварительной расчистки, не представляется возможной. В результете все суда флотилий оставались в указанной заводи до конца лета.
К концу лета 1710 года перспективы проводки шмаков далее представлялись сомнительными, и командиров обеих флотилий Питера Дорнкваста и Питера Фанреса, 5 (16) августа они были откомандированы в Воронеж. Экипажи и судовое имущество было передано в ведение дворянина Фаддея Кутузова. 26 августа (6 сентября) флотилии получили новых командиров, первая — штурмана Понорьева, а вторая — боцманов Юрьева и Антонова, которым предписывались указания по дальнейшей проводке и ремонту порученных им судов.
В течение осени 1710 года и начала 1711 года начальники флотилии пытались найти ресурсы для ремонта кораблей. После чего в навигации 1711 и 1712 годов им удалось провести все корабли через Боровичские пороги и к октябрю 1712 года добраться до реки Волхов
С 10 (21) октября 1712 года кораблестроителем Ф. П. Пальчиковым был проведён осмотр всех судов флотилии. В декабре того же года шмак всё ещё находился у порогов на Волхове в составе Казанской флотилии.